# Tipula (Acutipula) subvernalis
Tipula (Acutipula) subvernalis is een tweevleugelige uit de familie langpootmuggen (Tipulidae). De soort komt voor in het Palearctisch en Oriëntaals gebied.